# بوم‌شناسی ترس

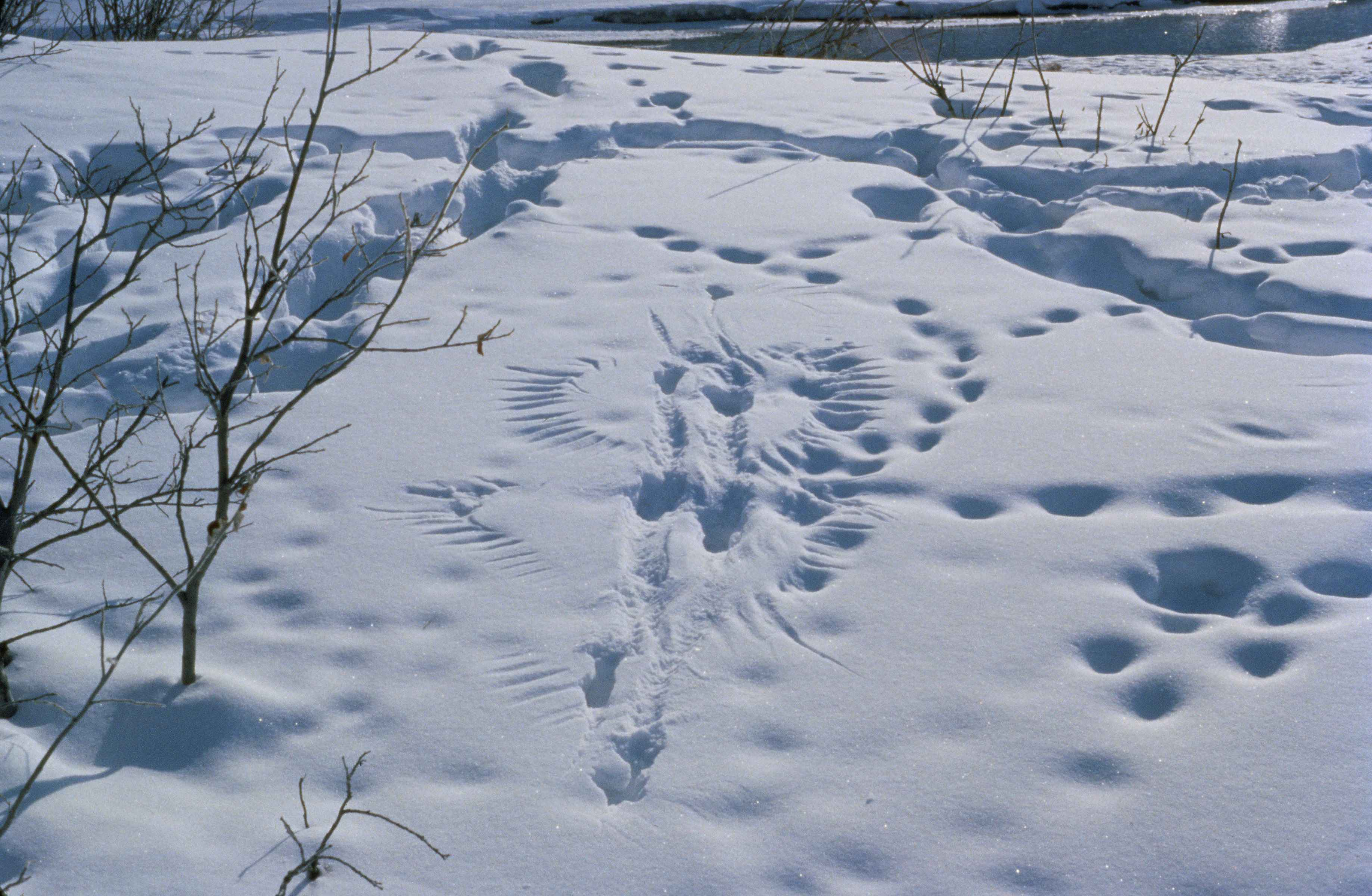
آثار برفی که در آن آثاری از تعامل شکارچی و طعمه را نشان می‌دهد

بوم‌شناسی ترس (به انگلیسی: Ecology of fear) یک چارچوب مفهومی است که تأثیر روان‌شناختی استرس ناشی از شکارچیان را که توسط جانوران تجربه می‌شود بر جمعیت‌ها و اکوسیستم‌ها توصیف می‌کند. در محیط زیست، تأثیر شکارچیان به‌طور سنتی محدود به جانورانی تلقی می‌شود که مستقیماً آنها را می‌کشند، در حالی که بوم‌شناسی ترس شواهدی را ارائه می‌دهد که شکارچیان ممکن است تأثیر بسیار مهم‌تری بر افرادی داشته باشند که پیش از آن‌ها می‌گذرند، و باروری، زنده‌ماندن و جمعیت آنها را کاهش می‌دهند. اندازه‌ها برای جلوگیری از کشته شدن، جانورانی که شکار می‌شوند از دفاع ضدشکارچی استفاده می‌کنند که به زنده‌ماندن آنها کمک می‌کند اما ممکن است هزینه‌های قابل توجهی را به همراه داشته باشد.